# Orla Perć

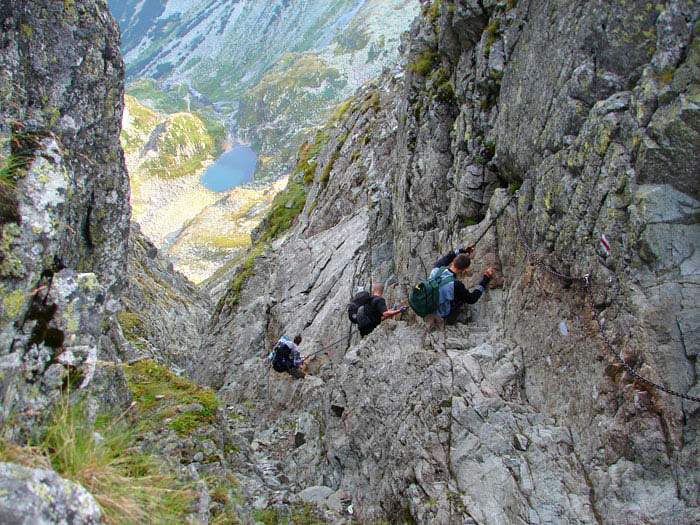
Le sentier descend de Kozi Wierch

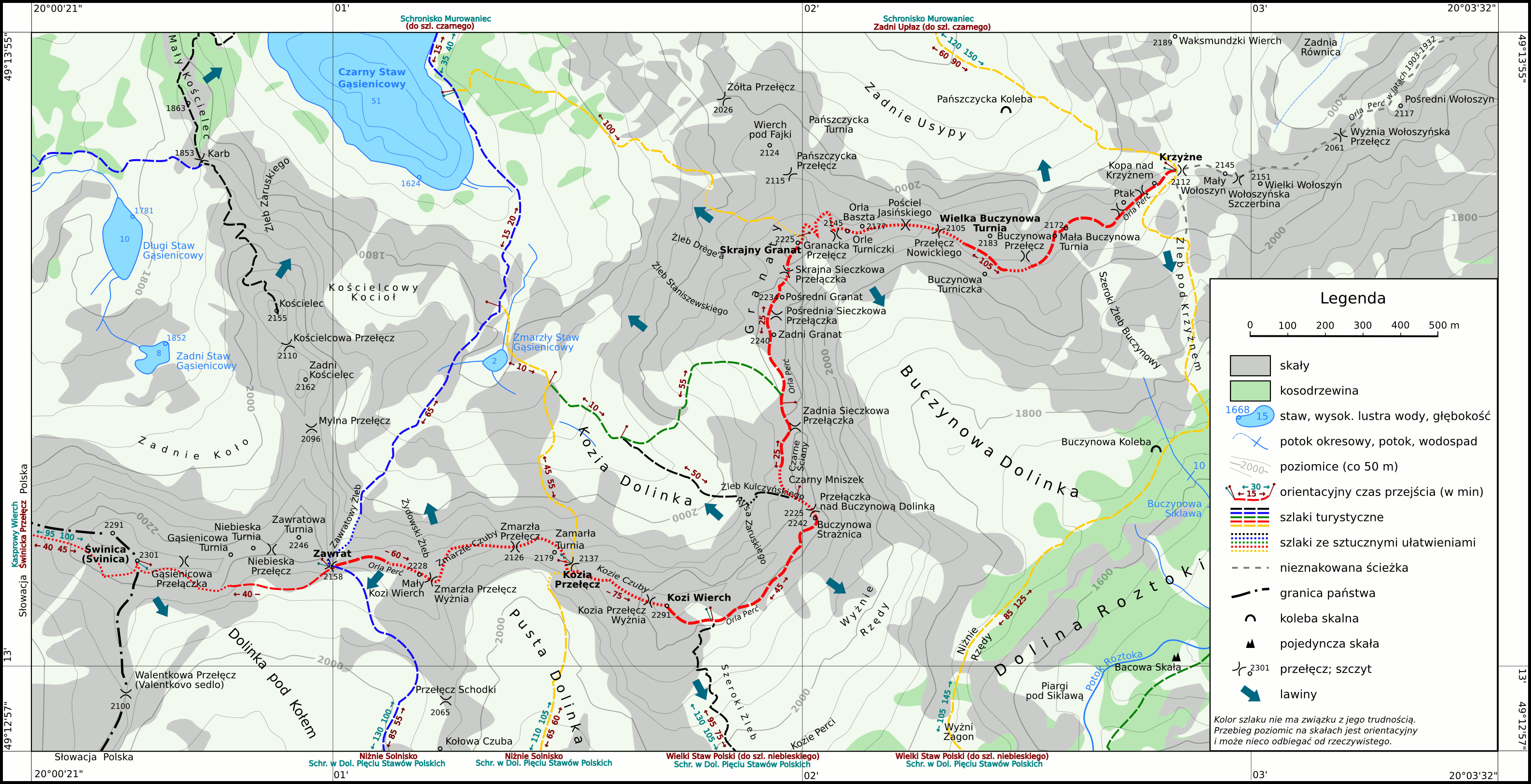
Une carte d'Orla Perć

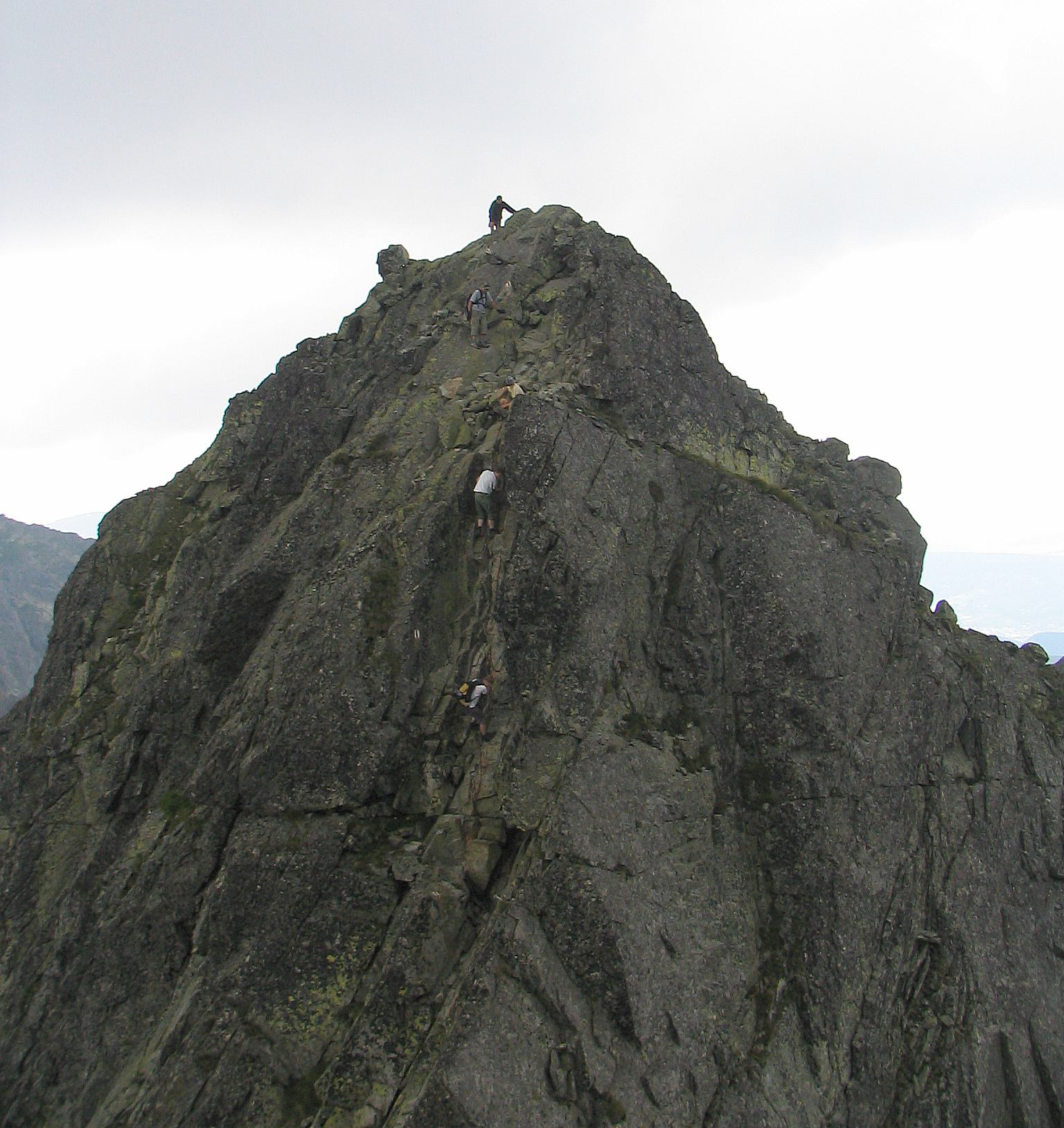
Le sentier descend de Kozie Czuby

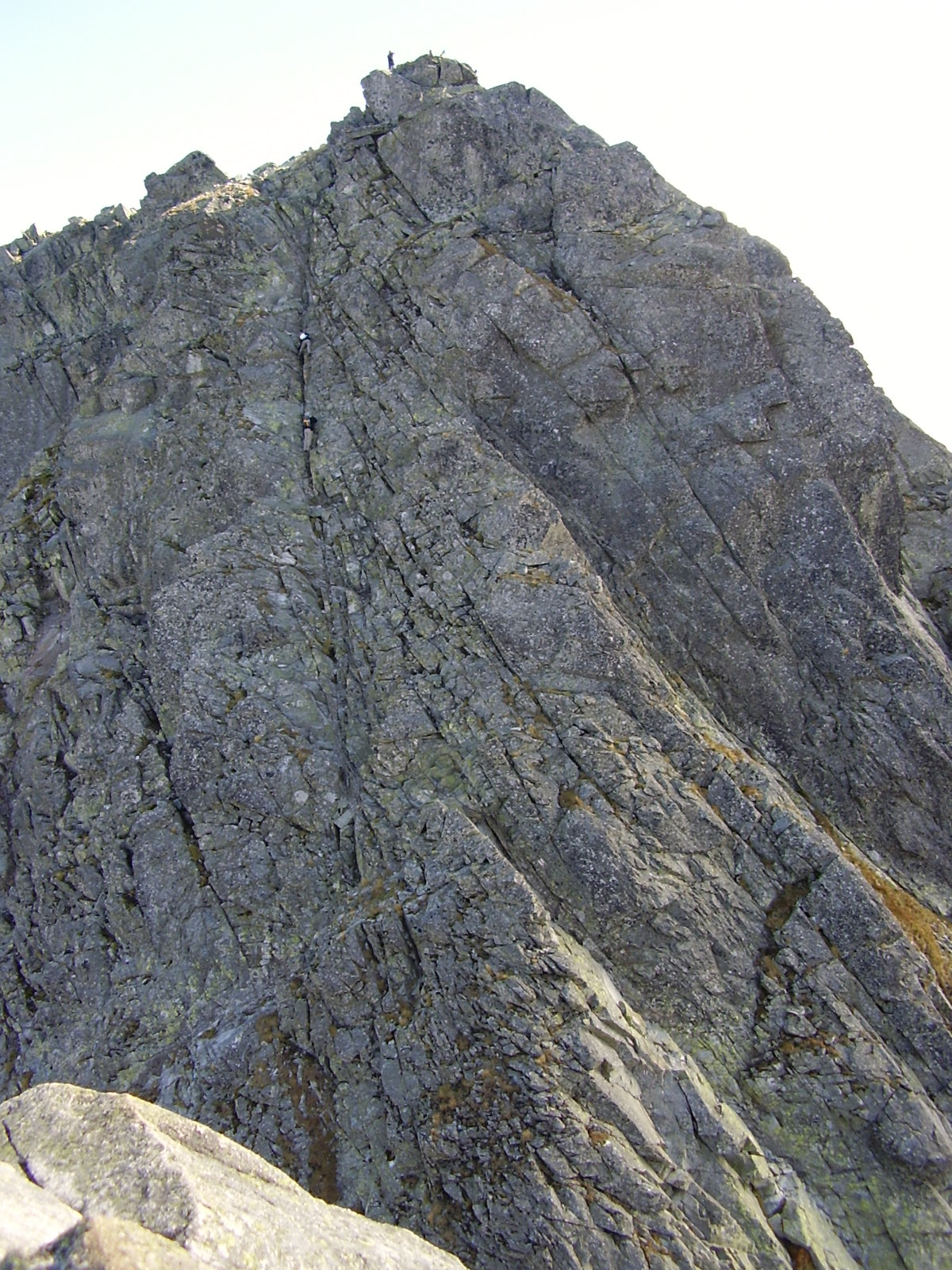
Le sentier sur le Kozi Wierch

Orla Perć (Sentier des aigles en polonais) est un sentier situé dans les Tatras en Pologne, d'une longueur d'environ 4,5 km. La durée pour le parcourir dépend de la météo et varie entre 6 et 8 heures. Il est considéré comme le sentier de montagne le plus difficile de Pologne. Le point le plus élevé du parcours est à une altitude de 2291 m. Ce sentier est aménagé et comprend des escaliers, des chaînes et des échelles. Plus de 100 personnes y ont perdu la vie. Il est relié à d'autres sentiers menant entre autres à Zakopane et à des chalets.

## Données techniques

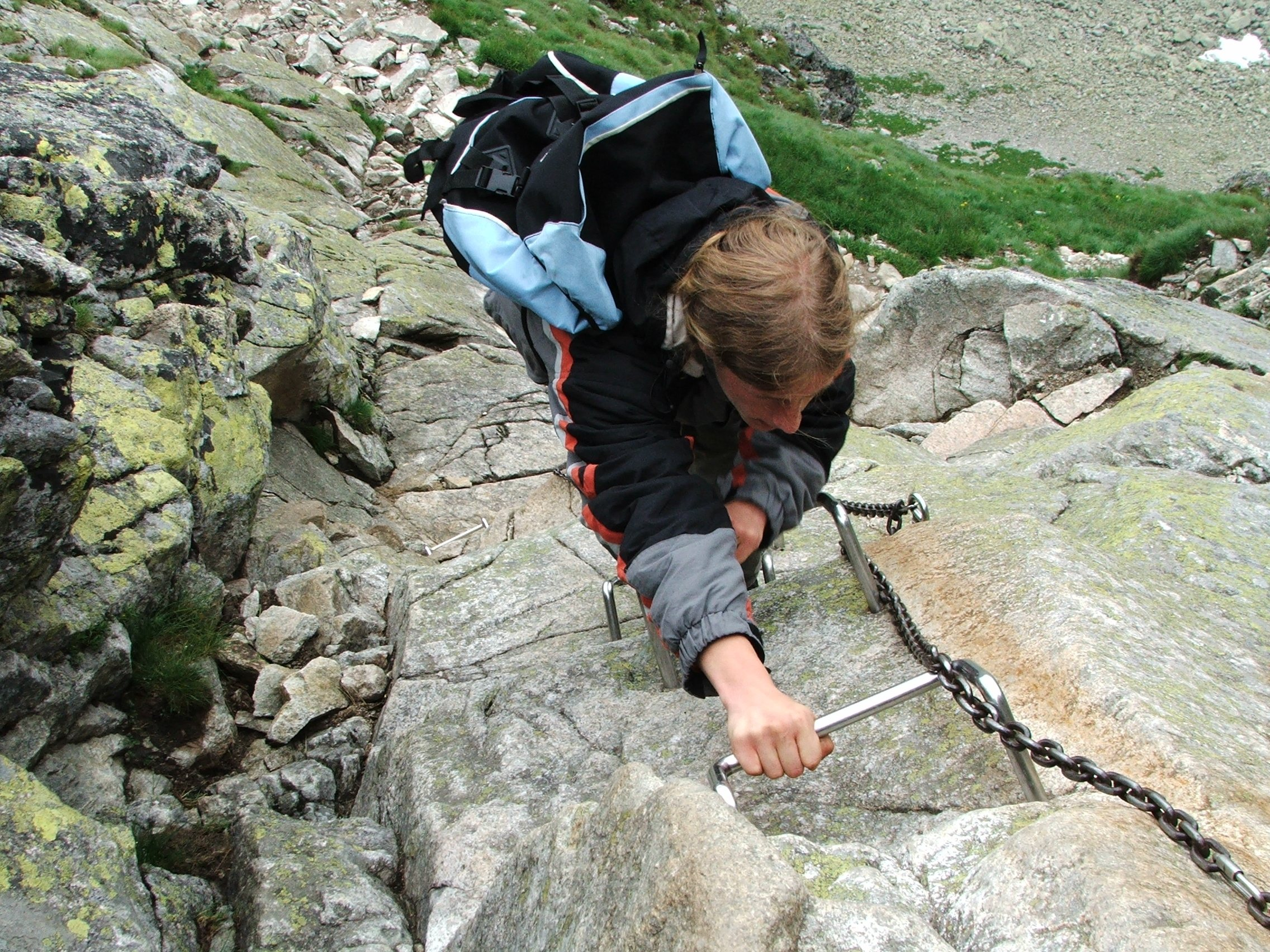
Aide à l'escalade sur la voie

Situé au centre des Hautes Tatras, la longueur totale du sentier est de 4,5 km. Le temps total de parcours (en été, selon les conditions en sentier) varie entre 6 et 8 heures. Le point le plus élevé, le Kozi Wierch est à une altitude de 2291 m. Le sentier commence au col Zawrat (2159 m) et finit au col Krzyżne (2112 m), conduisant à plusieurs sommets et en traversant d'autres. Le sentier est exposé, il est situé la plupart du temps le long des crêtes. Plusieurs équipements sont installés dans les parties les plus abruptes, dont des échelles, des escabeaux, des chaînes et des escaliers en métal. Le plus souvent le sol est constitué des dalles de granite, des gravats rugeux et de tailles inégales. Le sentier est relié à d’autres sentiers ; il croise huit autres sentiers menant à des refuges de montagne. Le tronçon du col Zawrat à Kozi Wierch est en sens unique. Les chutes de pierres et les avalanches sont possibles le long de la route. 

## Histoire
Franciszek Nowicki, un poète et un guide de montagne polonais projeta la réalisation de l'Orla Perć en 1901. Les travaux furent finis par Walenty Gadowski entre 1903 et 1906; cependant la signalisation des croisements et des sentiers auxiliaires dura jusqu’à 1911. Après plusieurs accidents mortels, en 2006 la guide de montagne Irena Rubinowska et le réalisateur Piotr Mikucki, lancèrent l’appel à l’administration du Parc national des Tatras pour démonter tous les équipements installés le long du sentier et à le changer en via ferrata. Cet appel rencontra l'opposition de différents groupes associés à l’industrie du tourisme. Ils conclurent qu’il s’agit d’un sentier historique et qu’il doit rester inchangé. Comme plusieurs accidents se sont déroulés quand les touristes se croisent avec ceux qui marchaient dans le sens inverse, la Direction du TPN a introduit en juillet 2007 un sens unique de marche entre le col Zawrat et le sommet Kozi Wierch.